# Этическое исчисление
Этическое исчисление — применение математики для вычисления вопросов в этике.

## Масштаб
В общем случае, под этическим исчислением понимается любой метод определения линии поведения в обстоятельствах, которые прямо не оценены в этическом кодексе.
Формальная философия этического исчисления — направление в изучении этики, сочетающее в себе элементы естественного отбора, самоорганизующихся систем, эмерджентности и теории алгоритмов. Согласно этическому исчислению, наиболее этичный образ действий в той или иной ситуации является абсолютным, но вместо того, чтобы основываться на статичном этическом кодексе, сам этический кодекс является функцией обстоятельств. Оптимальная этика — наилучшее из возможных действий, предпринимаемых индивидом при данных ограничениях.
Хотя этическое исчисление в некотором смысле[каком?] аналогично моральному релятивизму, первое находит свое обоснование в обстоятельствах, в то время как второе зависит от социального и культурного контекста моральных суждений. Этический расчёт правильнее всего было бы рассматривать как форму динамического морального абсолютизма.
Хотя этическое вычисление в какой-то мере схоже с моральным релятивизм, первый находит свои основания в обстоятельствах, в то время как второй зависит от социального и культурного контекста моральных суждений. Этическое вычисление точнее всего было бы расценивать как форму динамического морального абсолютизма.

## Примеры
Фрэнсис Хатчерсон посвятил один из разделов своей работы 1725 года «Исследование о происхождении наших идей красоты и добродетели» в «попытке ввести математическое исчисление в предметы морали». Среди формул:
- M = B × A

где:
- М — моральная важность любого агента
- B — доброжелательность агента
- A — способность агента

Другой пример — сформулированная философом-утилитаристом, Джереми Бентамом, модель «фелицифического исчисления», для расчёта степени или количества удовольствия, которое может принести то или иное действие. Бентам, этический гедонист, считал, что моральная правильность или неправильность действия зависит от количества удовольствия или боли, которое оно вызывает. Фелицифическое исчисление, по крайней мере, в принципе, могло определить моральный статус любого рассматриваемого действия.